# Øravík
Øravík ou Ørðavík é uma povoação antiga situada numa baía da costa oriental ilha de Suðuroy, no arquipélago das Ilhas Faroés. Integra a comuna de Tvøroyri, encontrando-se a sul do fiorde Trongisvágsfjørður, a 7 km da capital da comuna.

Perto de Øravík, encontra-se uma pequena praia de pedra, existindo junto a esta um pequeno porto com casas para barcos.
No centro da povoação, encontra-se uma pequena igreja, inaugurada em 1966. Øravík dispõe ainda de um pequeno hotel com um restaurante e de um parque de campismo.
A 2 km de Øravík, existe o local de um antigo parlamento, conhecido como Uppi millum Stovur. O parlmento da ilha encontrou-se sediado em Øravík até 1808, altura em que foi transferido para Hvalba. Em 1870, voltou a ser transferido para Øravík, tendo mais tarde, em 1895, sido finalmente transferido para Tvøroyri.
Em 1656, um padre de Suðuroy, chamdo Jacob Christensen, abriu uma loja no porto de Punthavn, perto de Øravík, para que os habitantes locais não tivessem que se deslocar a Tórshavn para fazerem compras. O contrabando de produtos estrangeiros viria a ditar o fecho desta loja, pouco tempo mais tarde.
Em 17 de junho de 2007, foi inaugurado um túnel de 2437 metros de comprimento para atravessar a montanha local, encurtando as distâncias às povoações vizinhas.

## Galeria

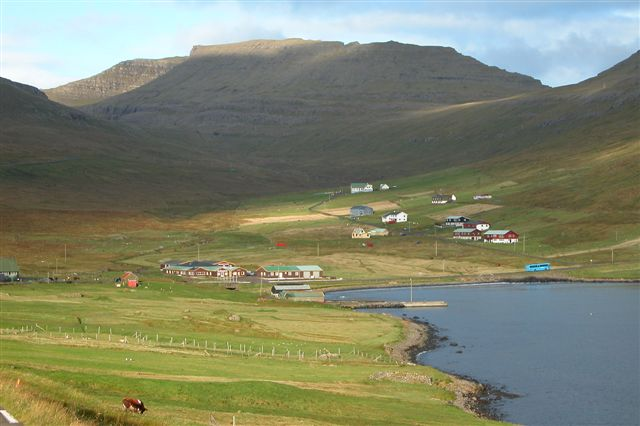
Øravík
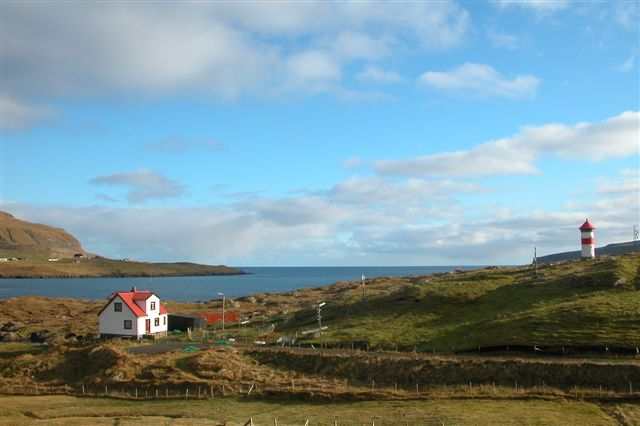
Galgin
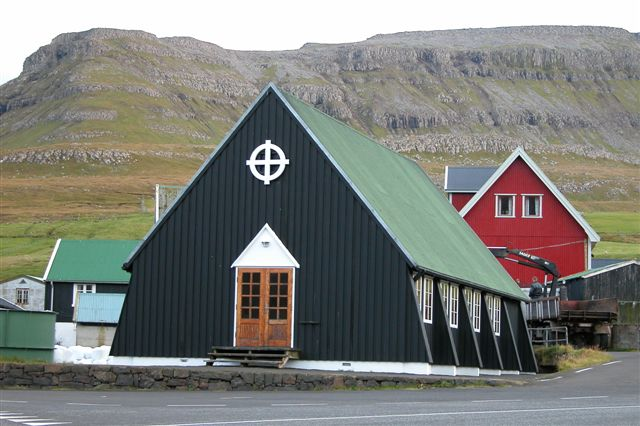
Igreja de Øravík